# Marie Kristýna Saská (1735–1782)
Marie Kristýna Saská (Marie Kristýna Anna Tereza Salomena Eulálie Františka Xaveria; 12. února 1735 Varšava, Polsko – 19. listopadu 1782 Brumath, Francie) byla saská princezna a později abatyše v Remiremontu.

## Život
Marie Kristýna se narodila jako dcera saského kurfiřta, polského krále a litevského velkovévody Augusta III. Polského a Marie Josefy Habsburské, sestřenice Marie Terezie.
Narodila se v paláci Wilanów v Polsku do uzavřené rodiny dbající na vzdělání. Učila se latinu, francouzštinu, polštinu, filosofii, geografii, náboženství, kresbu, hudbu a tanec.
Její starší sestra Marie Josefa se v roce 1747 provdala za francouzského dauphina Ludvíka.

### Abatyše
V roce 1764 byla Marie Kristýna poslána do Francie, aby se stala coadjutorem (spolupracovníkem) v opatství Remiremont v severní Francii. Svou pozici získala díky osobního zásahu samotného francouzského krále Ludvíka XV.
V době jejího příjezdu bylo opatství pod kontrolou princezny Anny Šarloty Lotrinské, sestry císaře Svaté říše římské a tety Marie Antoinette.
Ve Francie byla Marie Kristýna známá jako Marie Christine de Saxe. Po smrti Anny Šarloty v roce 1773 byla Marie Kristýna jmenována abatyší.
Často navštěvovala Paříž a měla ráda divadlo a městský společenský život. Utrácela spoustu peněz, které jí poskytoval Stanislav I. Leszczyński a poté král Ludvík XV. Dochovala se její korespondence s jejím bratrem, saským regentem Františkem Xaverem.
Obdržela řád hvězdového kříže.
Marie Kristýna v roce 1775 koupila ve městě Brumath ve francouzském regionu Alsasko zámek Brumath. Na zámku žila bohatý životní styl, který zdaleka převyšoval její příjmy.
Když 19. listopadu 1782 zemřela, její synovec, král Ludvík XVI., byl povinen zaplatit její dluhy ve výši 136,876 livrů.
Dne 15. prosince 1782 byla pohřbena v opatství Remiremont. Byla oceňována za svou inteligenci, konverzování a kultivovanost. Zámek Brumath zůstal opuštěn a za francouzské revoluce vydrancován.

## Tituly a oslovení
- 12. února 1735 – 19. listopadu 1782ː Její Jasnost princezna Marie Kristýna Saská

## Vývod z předků
|                      |                                         |  |                           |                                          |  |  |  |  |  |  |  | Jan Jiří II. Saský |
|                      |                                         |  |                           |                                          |  |  |  |  |  |  |  |                    |
|                      | Jan Jiří III. Saský                     |  |                           |                                          |  |  |  |  |  |  |  |                    |
|                      |                                         |  |                           |                                          |  |  |  |  |  |  |  |                    |
|                      |                                         |  |                           | Magdaléna Sibyla Braniborsko-Bayreuthská |  |  |  |  |  |  |  |                    |
|                      |                                         |  |                           |                                          |  |  |  |  |  |  |  |                    |
|                      | August II. Silný                        |  |                           |                                          |  |  |  |  |  |  |  |                    |
|                      |                                         |  |                           |                                          |  |  |  |  |  |  |  |                    |
|                      |                                         |  |                           | Frederik III. Dánský                     |  |  |  |  |  |  |  |                    |
|                      |                                         |  |                           |                                          |  |  |  |  |  |  |  |                    |
|                      | Anna Žofie Dánská                       |  |                           |                                          |  |  |  |  |  |  |  |                    |
|                      |                                         |  |                           |                                          |  |  |  |  |  |  |  |                    |
|                      |                                         |  |                           | Žofie Amálie Brunšvická                  |  |  |  |  |  |  |  |                    |
|                      |                                         |  |                           |                                          |  |  |  |  |  |  |  |                    |
|                      | August III. Polský                      |  |                           |                                          |  |  |  |  |  |  |  |                    |
|                      |                                         |  |                           |                                          |  |  |  |  |  |  |  |                    |
|                      |                                         |  |                           | Erdmann August Braniborsko-Bayreuthský   |  |  |  |  |  |  |  |                    |
|                      |                                         |  |                           |                                          |  |  |  |  |  |  |  |                    |
|                      | Kristián Arnošt Braniborsko-Bayreuthský |  |                           |                                          |  |  |  |  |  |  |  |                    |
|                      |                                         |  |                           |                                          |  |  |  |  |  |  |  |                    |
|                      |                                         |  |                           | Žofie Braniborsko-Ansbašská              |  |  |  |  |  |  |  |                    |
|                      |                                         |  |                           |                                          |  |  |  |  |  |  |  |                    |
|                      | Kristýna Eberhardýna Hohenzollernská    |  |                           |                                          |  |  |  |  |  |  |  |                    |
|                      |                                         |  |                           |                                          |  |  |  |  |  |  |  |                    |
|                      |                                         |  |                           | Eberhard III. Württemberský              |  |  |  |  |  |  |  |                    |
|                      |                                         |  |                           |                                          |  |  |  |  |  |  |  |                    |
|                      | Žofie Luisa Württemberská               |  |                           |                                          |  |  |  |  |  |  |  |                    |
|                      |                                         |  |                           |                                          |  |  |  |  |  |  |  |                    |
|                      |                                         |  |                           | Anna Kateřina Salmsko-Kyburská           |  |  |  |  |  |  |  |                    |
|                      |                                         |  |                           |                                          |  |  |  |  |  |  |  |                    |
| Marie Kristýna Saská |                                         |  |                           |                                          |  |  |  |  |  |  |  |                    |
|                      |                                         |  |                           |                                          |  |  |  |  |  |  |  |                    |
|                      |                                         |  | Ferdinand III. Habsburský |                                          |  |  |  |  |  |  |  |                    |
|                      |                                         |  |                           |                                          |  |  |  |  |  |  |  |                    |
|                      | Leopold I.                              |  |                           |                                          |  |  |  |  |  |  |  |                    |
|                      |                                         |  |                           |                                          |  |  |  |  |  |  |  |                    |
|                      |                                         |  |                           | Marie Anna Španělská                     |  |  |  |  |  |  |  |                    |
|                      |                                         |  |                           |                                          |  |  |  |  |  |  |  |                    |
|                      | Josef I. Habsburský                     |  |                           |                                          |  |  |  |  |  |  |  |                    |
|                      |                                         |  |                           |                                          |  |  |  |  |  |  |  |                    |
|                      |                                         |  |                           | Filip Vilém Falcký                       |  |  |  |  |  |  |  |                    |
|                      |                                         |  |                           |                                          |  |  |  |  |  |  |  |                    |
|                      | Eleonora Magdalena Falcko-Neuburská     |  |                           |                                          |  |  |  |  |  |  |  |                    |
|                      |                                         |  |                           |                                          |  |  |  |  |  |  |  |                    |
|                      |                                         |  |                           | Alžběta Amálie Hesensko-Darmstadtská     |  |  |  |  |  |  |  |                    |
|                      |                                         |  |                           |                                          |  |  |  |  |  |  |  |                    |
|                      | Marie Josefa Habsburská                 |  |                           |                                          |  |  |  |  |  |  |  |                    |
|                      |                                         |  |                           |                                          |  |  |  |  |  |  |  |                    |
|                      |                                         |  |                           | Jiří Brunšvicko-Calenberský              |  |  |  |  |  |  |  |                    |
|                      |                                         |  |                           |                                          |  |  |  |  |  |  |  |                    |
|                      | Jan Fridrich Brunšvicko-Lüneburský      |  |                           |                                          |  |  |  |  |  |  |  |                    |
|                      |                                         |  |                           |                                          |  |  |  |  |  |  |  |                    |
|                      |                                         |  |                           | Anna Eleonora Hesensko-Darmstadtská      |  |  |  |  |  |  |  |                    |
|                      |                                         |  |                           |                                          |  |  |  |  |  |  |  |                    |
|                      | Amálie Vilemína Brunšvicko-Lüneburská   |  |                           |                                          |  |  |  |  |  |  |  |                    |
|                      |                                         |  |                           |                                          |  |  |  |  |  |  |  |                    |
|                      |                                         |  |                           | Eduard Falcký                            |  |  |  |  |  |  |  |                    |
|                      |                                         |  |                           |                                          |  |  |  |  |  |  |  |                    |
|                      | Benedikta Jindřiška Falcko-Simmernská   |  |                           |                                          |  |  |  |  |  |  |  |                    |
|                      |                                         |  |                           |                                          |  |  |  |  |  |  |  |                    |
|                      |                                         |  |                           | Anna Gonzagová                           |  |  |  |  |  |  |  |                    |
|                      |                                         |  |                           |                                          |  |  |  |  |  |  |  |                    |